# Nguyễn Nghiêm, Đức Phổ
Nguyễn Nghiêm là một phường thuộc thị xã Đức Phổ, tỉnh Quảng Ngãi, Việt Nam.

## Địa lý
Phường Nguyễn Nghiêm nằm ở phía bắc thị xã Đức Phổ, có vị trí địa lý:
- Phía đông giáp phường Phổ Minh
- Phía tây và phía bắc giáp phường Phổ Ninh
- Phía nam giáp phường Phổ Hòa.

Phường Nguyễn Nghiêm có diện tích 6,09 km², dân số năm 2019 là 8.172 người, mật độ dân số đạt 1.342 người/km².

## Lịch sử
Phường Nguyễn Nghiêm trước đây là thị trấn Đức Phổ, thị trấn huyện lỵ huyện Đức Phổ, được thành lập vào năm 1987 trên cơ sở điều chỉnh một phần diện tích và dân số của các xã Phổ Hòa, Phổ Minh và Phổ Ninh.
Ngày 10 tháng 1 năm 2020, Ủy ban Thường vụ Quốc hội ban hành Nghị quyết số 867/NQ-UBTVQH14 về việc sắp xếp các đơn vị hành chính cấp huyện, cấp xã thuộc tỉnh Quảng Ngãi (nghị quyết có hiệu lực từ ngày 1 tháng 2 năm 2020). Theo đó, chuyển huyện Đức Phổ thành thị xã Đức Phổ và thành lập phường Nguyễn Nghiêm thuộc thị xã Đức Phổ trên cơ sở toàn bộ 6,09 km² diện tích tự nhiên và 8.172 người của thị trấn Đức Phổ.